# آية ناكامورا
آية ناكامورا (بالفرنسية: Aya Nakamura)‏ هي مغنية مالية، ولدت في 10 مايو 1995 في باماكو في مالي.

## وصلات خارجية
- آية ناكامورا على موقع IMDb (الإنجليزية)
- آية ناكامورا على موقع ميوزك برينز (الإنجليزية)
- آية ناكامورا على موقع أول ميوزيك (الإنجليزية)
- آية ناكامورا على موقع ديسكوغز (الإنجليزية)